# Glyphipterix stelucha
Glyphipterix stelucha là một loài bướm đêm thuộc họ Glyphipterigidae. Nó được tìm thấy ở Nam Phi.